# Зе-Вудлендс (Техас)
Зе-Вудлендс (англ. The Woodlands) — переписна місцевість (CDP) в США, в округах Монтгомері і Гарріс штату Техас. Населення — 114 436 осіб (2020). Розташована за 45 км на північний захід від Г'юстона. Розташована на відстані 100 км від узбережжя Мексиканської затоки. Вважається одним з найпрестижніших та упорядкованих населених пунктів штату Техас.

## Географія
Зе-Вудлендс розташований за координатами 30°10′18″ пн. ш. 95°30′29″ зх. д. / 30.17167° пн. ш. 95.50806° зх. д. (30.171548, -95.507982).  За даними Бюро перепису населення США в 2010 році переписна місцевість мала площу 113,58 км², з яких 112,07 км² — суходіл та 1,50 км² — водойми.

## Демографія
Згідно з переписом 2010 року, у переписній місцевості мешкало 93 847 осіб у 34 986 домогосподарствах у складі 26 309 родин. Густота населення становила 826 осіб/км².  Було 37339 помешкань (329/км²).
Расовий склад населення:
| - 88,4 % — білих - 4,9 % — азіатів - 2,4 % — чорних або афроамериканців - 0,3 % — корінних американців - 0,1 % — вихідців з тихоокеанських островів - 1,8 % — осіб інших рас |

До двох чи більше рас належало 2,1 %. Частка іспаномовних становила 12,3 % від усіх жителів.
За віковим діапазоном населення розподілялося таким чином: 28,6 % — особи молодші 18 років, 61,8 % — особи у віці 18—64 років, 9,6 % — особи у віці 65 років та старші. Медіана віку мешканця становила 39,5 року. На 100 осіб жіночої статі у переписній місцевості припадало 93,9 чоловіків;  на 100 жінок у віці від 18 років та старших — 90,2 чоловіків також старших 18 років.
Середній дохід на одне домашнє господарство  становив 145 691 долар США (медіана — 109 917), а середній дохід на одну сім'ю — 169 545 доларів (медіана — 135 535). Медіана доходів становила 107 976 доларів для чоловіків та 56 238 доларів для жінок. За межею бідності перебувало 4,6 % осіб, у тому числі 6,1 % дітей у віці до 18 років та 4,5 % осіб у віці 65 років та старших.
Цивільне працевлаштоване населення становило 48 400 осіб. Основні галузі зайнятості: освіта, охорона здоров'я та соціальна допомога — 20,2 %, науковці, спеціалісти, менеджери — 15,6 %, виробництво — 10,5 %, сільське господарство, лісництво, риболовля — 9,2 %.